# Pierre Pochonet
Pierre Pochonet (parfois orthographié Pochonnet), né le 9 août 1887 à Reims et mort le 15 août 1970 à Paris, est un dirigeant sportif français, président de la Fédération française de football de 1953 à 1963. 

## Biographie
Pierre Pochonet est né à Reims le 9 août 1887. Avant guerre, il fut membre du comité du Racing Club de Reims et délégué du comité de Champagne au conseil de l'Union des sociétés françaises de sports athlétiques (USFSA).
Lors de la Première Guerre mondiale, il partit au front à sa demande comme simple soldat. Il y resta du 13 juin 1915 à l'armistice de 1918.
Après guerre, il fonde le Groupement sportif de Reims et la Ligue de Champagne de football en 1919. En 1922, il devient président de la nouvelle Ligue du Nord-Est de football, né de la fusion de la Ligue de Champagne et de la Ligue d'Île-de-France, qui regroupe six Districts (Aube, Haute-Marne, Marne, Aisne, Oise et Seine-et-Marne). Il préside la Commission de la Coupe de France de 1919 à 1923. Il devient membre du bureau de la Fédération française de football en 1921, puis vice-président en 1942 et enfin président de 1953 à 1963.
Il meurt à Paris le 15 août 1970.

## Distinctions
- Officier de la Légion d'honneur
- Commandeur de l'ordre du Nichan Iftikhar
- Chevalier de l'ordre de la Couronne de chêne